# 李璐
李璐（1992年—），笔名“林深之”，中国作家，出生于山西柳林县。

## 简介
李璐6岁时因意外导致脊髓神经损伤，造成双下肢瘫痪，从此与轮椅为伴。因身体残疾，李璐没有办法进入学校学习，直到2006年14岁才开始自学认字。2008年，李璐在网上以“璐教主”的笔名发表了自己的第一篇小说作品《水晶鞋D魔力》，受到不少读者的肯定。此后李璐又发表了多个作品，2010年受邀担任网络文学杂志《倾城色》的文字总监。2012年成为吕梁市作家协会会员。2013年获得“最美吕梁人”称号。2015年出版了小说《女孩，你要好好爱自己》。

## 作品
- 《女孩，你要好好爱自己》 ISBN 9787540775889
- 《亲爱的小孩，今天有没有哭》 ISBN 9787539991603